# كولمباخ
كولمباخ (بالألمانية: Kulmbach) هي بلدة ألمانية ومديرية كبيرة (بالألمانية: Grosse Kreisstadt) تقع في منطقة كولمباخ، ويُقدر عدد سكانها بـ 27,368 نسمة.

## المدن التوأمة
مدن بورصة (مدينة)، Kilmarnock، لونبورغ، لوغو، صدأ و زالفلد هي مدن توأمة لكولمباخ.

## أعلام
- رودلف كونراد
- سيباستيان وولف
- كريستيان شنايدر
- هانس فون كولمباخ
- لودويغ باكمان